# Государства в составе Лиги Наций

Карта мира (1920—1945) демонстрирующая изменение состава Лиги Наций
Государства-члены
Колонии государств-членов
Мандатные территории
Не являются членами
Колонии государств, не являющихся членами

С момента создания Лиги Наций 10 января 1920 года, в её состав в разное время вошли 63 государства. Некоторые государства покинули Лигу Наций до её роспуска 20 апреля 1946 года.
Наибольшее количество государств в Лиге Наций составляло 58. Это был период от вступления Эквадора 28 сентября 1934 года до выхода Парагвая 23 февраля 1935 года. До этого времени Лигу Наций покинули Коста-Рика (22 января 1925 года), Бразилия (14 июня 1926 года), Японская империя (27 марта 1933 года) и Германия (19 сентября 1933 года); и только Египет присоединился позже (26 мая 1937 года).
Из 42 государств-основателей 23 (или 24, считая Свободную Францию) оставались членами Лиги Наций до её роспуска. 21 государство присоединилось между 1920 и 1937 годами, но 7 из них вышли или были исключены до 1946 года.
Соединённые Штаты Америки и Хиджаз не вступили в Лигу Наций.

## 10 января 1920: государства-основатели
- Аргентина (вышла в 1921 году[1]; Восстановила членство в 1933 году.[2])
- Бельгия[3]
- Боливия
- Бразилия (вышла в 1926 году)
- Британская империя[4]
  -  Великобритания
  -  Австралия
  -  Канада
  -  Британская Индия
  -  Новая Зеландия
  -  ЮАС
- Чили (вышел 14 мая 1938 года)
- Китай
- Колумбия
- Куба
- Чехословакия[5]
- Дания[6]
- Сальвадор (вышел 11 августа 1937 года)
- Франция (Режим Виши вышел 18 апреля 1941 года)[7]
- Греция[8]
- Гватемала (вышла 26 мая 1936 года)
- Гаити (вышла в 1942 году)
- Гондурас (вышел 10 июля 1936 года)
- Италия (вышла 11 декабря 1937 года)
- Япония (вышла 27 марта 1933 года)
- Либерия
- Нидерланды[9]
- Никарагуа (вышли 27 июня 1936 года)
- Норвегия[10]
- Панама
- Парагвай (вышел 23 февраля 1935 года)
- Персия
- Перу (вышел 8 апреля 1939 года)
- Польша[11]
- Португалия
- Румыния (вышла в июле 1940 года)
- Таиланд
- Испания (Режим Франко вышел в мае 1939 года)
- Швеция
- Швейцария
- Уругвай
- Венесуэла (вышла 12 июля 1938 года)
- Югославия[12]

## Государства, присоединившиеся позднее

### 1920
- Австрия[13]
- Болгария
- Коста-Рика (вышла в 1925)
- Финляндия
- Люксембург[14]
- Албания[15]

### 1921
- Эстония[16]
- Латвия[16]
- Литва[16]

### 1922
- Венгрия (вышла 11 апреля 1939)

### 1923
- Ирландия
- Эфиопия[17]

### 1924
- Доминиканская Республика

### 1926
- Германия (вышла 19 октября 1933)

### 1931
- Мексика[18]

### 1932
- Турция
- Ирак

### 1934
- СССР (исключён 14 декабря 1939)
- Афганистан
- Эквадор

### 1937
- Египет